# Asphalt 5
 (octobre 2014).
Si vous disposez d'ouvrages ou d'articles de référence ou si vous connaissez des sites web de qualité traitant du thème abordé ici, merci de compléter l'article en donnant les références utiles à sa vérifiabilité et en les liant à la section « Notes et références ».
Asphalt 5 est un jeu vidéo de course automobile fonctionnant sur iOS, sorti le 2 novembre 2009 en France. Il est développé par Gameloft.

## Système de jeu
Ce jeu permet de faire la course avec des bolides. Fonctionnant sur le principe de carrière, le joueur débute le jeu avec deux modèles. La Mini Cooper S et la Nissan 370Z. Le joueur débloquera d’autres voitures au fur et à mesure de son progrès dans le mode carrière. 
Le jeu contient 12 lieux différents comme Saint-Tropez, Aspen ou encore Las Vegas,  avec des raccourcis cachés et des rampes permettant de nombreux sauts.
Les voitures peuvent être boostées grâce à la fonctionnalité nitro, qui s’obtient en récupérant des grosses bouteilles de protoxyde d’azote.

## Accueil
- IGN : 8/10[1]
- Pocket Gamer : 8/10[2]
- Pocket Gamer France : 8,7/10[3]